# SheBelieves Cup 2017
La SheBelieves Cup 2017 è stata la seconda edizione della SheBelieves Cup, torneo a invito riservato a nazionali di calcio femminile, che si è svolta negli Stati Uniti d'America dal 1º al 7 marzo 2017. Il trofeo è stato vinto dalla Francia per la prima volta nella sua storia sportiva, con la squadra che chiude al primo posto in classifica e 7 punti, vincendo 2 incontri e pareggiandone uno, realizzando 5 reti, delle quali 3 agli Stati Uniti, e una sola subita, dall'Inghilterra. Capocannoniere del torneo è stata Camille Abily, con due reti, entrambe segnate agli Stati Uniti.
L'edizione ripropone la formula a quattro squadre della precedente, con le nazionali di Germania, Francia e Inghilterra oltre agli Stati Uniti, come paese organizzatore, a difendere il titolo conquistato nell'edizione inaugurale del 2016.

## Formato
Le quattro squadre invitate disputano un solo girone all'italiana, dove vengono concessi tre punti per la vittoria, uno per il pareggio e zero per la sconfitta. In caso di parità di punti, venivano considerati gli scontri diretti, la differenza reti e i gol fatti.

## Stadi
| Chester, Pennsylvania       | Harrison, New York | Washington, Washington             |
| --------------------------- | ------------------ | ---------------------------------- |
| Talen Energy Stadium        | Red Bull Arena     | Robert F. Kennedy Memorial Stadium |
| Capacità: 18 500            | Capacità: 25 000   | Capacità: 45 596                   |
|                             |                    |                                    |
| Chester Harrison Washington |                    |                                    |

## Nazionali partecipanti
| Squadra     | FIFA/Coca-Cola Women's World Ranking (23 dicembre 2016). |
| ----------- | -------------------------------------------------------- |
| Stati Uniti | 1                                                        |
| Germania    | 2                                                        |
| Francia     | 3                                                        |
| Inghilterra | 5                                                        |

## Classifica
| Pos. | Squadra     | Pt | G | V | N | P | GF | GS | DR |
| ---- | ----------- | -- | - | - | - | - | -- | -- | -- |
| 1.   | Francia     | 7  | 3 | 2 | 1 | 0 | 5  | 1  | +4 |
| 2.   | Germania    | 4  | 3 | 1 | 1 | 1 | 1  | 1  | 0  |
| 3.   | Inghilterra | 3  | 3 | 1 | 0 | 2 | 2  | 3  | -1 |
| 4.   | Stati Uniti | 3  | 3 | 1 | 0 | 2 | 1  | 4  | -3 |

| Arbitro: | Melissa Borjas |

|           |           |                        |
| Nobbs 32’ | Marcatori | 80’ Delie 90+5’ Renard |

| Arbitro: | Carol Chenard |

|              |           |  |
| Williams 56’ | Marcatori |  |

| Harrison 4 marzo 2017, ore 14:15 UTC-5 | Francia   | 0 – 0 referto | Germania | Red Bull Arena (10 000 spett.)\| Arbitro: \| Karen Abt \| |
| Arbitro:                               | Karen Abt |               |          |                                                           |

| Arbitro: | Quetzalli Alvarado |

|  |           |           |
|  | Marcatori | 89’ White |

| Arbitro: | Michelle Pye |

|            |           |  |
| Mittag 44’ | Marcatori |  |

| Arbitro: | Marie-Soleil Beaudoin |

|  |           |                                    |
|  | Marcatori | 8’ (rig.), 63’ Abily 10’ Le Sommer |

## Statistiche

### Classifica marcatrici
2 reti
- Camille Abily

1 rete
- Jordan Nobbs
- Ellen White
- Marie-Laure Delie
- Eugénie Le Sommer

- Wendie Renard
- Anja Mittag
- Lynn Williams